# チクル

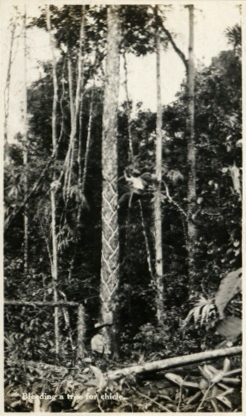
1917年、ベリーズでのチクル採取の木の栽培

チクル(Chicle)は、伝統的にチューインガム等の製造に用いられてきた天然ガムである。サポジラ(M. zepota)、M. chicle、M. staminodella、M. bidentata等を含む中央アメリカのサポジラ属のいくつかの種から集められる。この物質を多く含むことから、サポジラは別名チューインガムノキとも呼ばれる。ガムの収集方法は、ゴムノキからラテックスを収集する方法に似ている。木の幹にジグザグの切り込みを入れ、落下してくるガムを小さな袋に集める。その後、ある程度硬くなるまで煮詰める。チクルを集める人は、現地でchiclerosと呼ばれる。

## 用語
チクルという用語は、ナワトル語でガムを意味するtziktliに由来するか、またはマヤ語族の言葉tsicteに由来すると考えられている。チクルはナワトル、アステカからマヤ地域では良く知られており、初期のヨーロッパからの移住者はその心地よい風味と糖の含有量の多さを称賛した。古代の言葉は今でもアメリカで用いられており、chicleはスペイン語で、chicleteはポルトガル語（ブラジルとポルトガルの一部）でそれぞれチューインガムを意味する。

## 歴史
歴史的に、Adams Chewing Gum Companyはチューインガムの製造にこの材料を大量に用いてきた。
1952年にグアテマラで成立した土地改革法(land reform law)により封建的な労働が廃止され、没収された未利用の土地が先住民や小作農に販売されると、Wrigley Gum Companyはグアテマラからチクルを購入するのをやめた。この会社はグアテマラ産のチクルの唯一の購入者であったため、政府は生産者への大規模な支援を行う必要に迫られた。
1960年代までに、大部分のチューインガム会社は、チクルからより安く大量生産できるブタジエンベースの合成ゴムに切り替えた。アメリカ合衆国でチクルを使い続けているガム会社は、Glee Gum、Simply Gum、Tree Hugger Gumのみである。